# Стортикати (Козенца)
Стортикати је насеље у Италији у округу Козенца, региону Калабрија.
Према процени из 2011. у насељу је живело 52 становника. Насеље се налази на надморској висини од 741 м.